# Виборчий округ 205
Виборчий округ 205 — виборчий округ в Чернігівській області. В сучасному вигляді був утворений 28 квітня 2012 постановою ЦВК №82 (до цього моменту існувала інша система виборчих округів). Окружна виборча комісія цього округу розташовується в приміщенні Деснянської районної у місті Чернігові ради за адресою м. Чернігів, просп. Перемоги, 141.
До складу округу входять Деснянський район і частина Новозаводського району міста Чернігів (територія на північ від вулиць Широкої та Мартина Небаби). Виборчий округ 205 оточений округом 206 з усіх сторін, тобто є анклавом. Виборчий округ №205 складається з виборчих дільниць під номерами 740983-741059, 741086 та 741096-741099.

## Народні депутати від округу
| Ім'я                         | Фото | Партія               | Скликання | Дата набуття повноважень | Дата припинення повноважень                                  |
| ---------------------------- | ---- | -------------------- | --------- | ------------------------ | ------------------------------------------------------------ |
| Дубіль Валерій Олександрович |      | Батьківщина          | 7-ме      | 12 грудня 2012           | 27 листопада 2014                                            |
| Куліч Валерій Петрович       |      | Блок Петра Порошенка | 8-ме      | 27 листопада 2014        | 19 травня 2015 (перейшов на посаду Голови Чернігівської ОДА) |
| Березенко Сергій Іванович    |      | Блок Петра Порошенка | 8-ме      | 2 вересня 2015           | 29 серпня 2019                                               |
| Семінський Олег Валерійович  |      | Слуга народу         | 9-те      | 29 серпня 2019           |                                                              |

## Результати виборів

### Парламентські

#### 2019
Кандидати-мажоритарники:
- Семінський Олег Валерійович (Слуга народу)
- Куліч Валерій Петрович (самовисування)
- Власенко Юрій Дмитрович (Батьківщина)
- Куліда Василь Олександрович (Опозиційна платформа — За життя)
- Бабичева Людмила Геннадіївна (Сила і честь)
- Грецький Володимир Миколайович (Свобода)
- Шерстюк Жанна Володимирівна (Радикальна партія)
- Ткаченко Володимир Володимирович (самовисування)
- Живенко Світлана Віталіївна (Опозиційний блок)
- Родикова Марія Вадимівна (Наш край)
- Куліш Ольга Андріївна (самовисування)
- Куц Ярослав Валентинович (самовисування)
- Сапон Леонід Іванович (самовисування)
- Бабенко Михайло Миколайович (самовисування)
- Асмолов Сергій Вікторович (самовисування)

#### Довибори 2015
Проміжні вибори народного депутата України в 2015 році в одномандатному виборчому окрузі №205 увійшли в історію як одні із "найбрудніших" виборчих процесів в історії України. Кандидати-фаворити тих виборів Сергій Березенко від партії БПП та Геннадій Корбан від партії УКРОП використали багато нечесних і незаконних передвиборчих методів поширених в Україні, а саме прямий і непрямий підкуп виборців, агітація від високопосадовців та зірок шоу-бізнесу, використання адміністративного ресурсу, підробка печаток виборчих комісії, використання технічних кандидатів, встановлення дитячих майданчиків "за підтримки кандидата", перешкоджання трансляції телеканалів, агітація в день виборів, тощо. За самим передвиборчим процесом пильно стежила вся країна. Сергій Березенко зробив ставку на підкуп виборців, який і приніс йому перемогу, коли виборцям під виглядом "соціальної угоди" давали 400₴ за їх голос. Геннадій Корбан же спрямував ресурси на підкуп виборців за допомогою харчів. Від його імені роздавалися продуктові пайки, людей безкоштовно годували гречкою, пловом та борщем, за якими щоранку вишукувались багатотисячні черги. Через використання цієї передвиборчої технології він отримав жартівливу народну назву «Маршал Гречка» (відсилка до Маршала Радянського Союзу Андрія Гречко). Також він організовував безкоштовні концерти зірок шоу-бізнесу. Оскільки обидва кандидати підкуповували виборців через благодійні фонди, притягнути їх до відповідальності не вдалося.
Одномандатний мажоритарний округ:

Кандидати-мажоритарники, які набрали більше 1% голосів (всього був 91 кандидат):
- Березенко Сергій Іванович (Блок Петра Порошенка)
- Корбан Геннадій Олегович (УКРОП)
- Зуб Володимир Іванович (самовисування)
- Андрійченко Ігор Володимирович (Демократичний альянс)
- Звєрєв Микола Вікторович (самовисування)
- Міщенко Андрій Миколайович (Свобода)
- Дем'яненко Олексій Олексійович (самовисування)
- Мельник Олександр Григорович (Громадянська позиція)
- Глаба Андрій Володимирович (самовисування)
- Карбан Генадій Валерійович (самовисування)

#### 2014
Кандидати-мажоритарники:
- Куліч Валерій Петрович (Блок Петра Порошенка)
- Дериземля Андрій Васильович (самовисування)
- Андрійченко Ігор Володимирович (Демократичний альянс)
- Пицків Роман Ігорович (Народний фронт)
- Долеско Анатолій Олександрович (самовисування)
- Ткач Юрій Володимирович (Радикальна партія)
- Каденюк Леонід Костянтинович (самовисування)
- Грецький Володимир Миколайович (самовисування)
- Шуман Едуард Павлович (Комуністична партія України)
- Живенко Світлана Віталіївна (Опозиційний блок)
- Багмут Геннадій Васильович (Заступ)
- Геращенко Віктор Михайлович (Сильна Україна)
- Приходько Володимир Валентинович (самовисування)
- Ясь Олександр Олексійович (самовисування)
- Шкурат Олександр Володимирович (Ліберальна партія України)
- Бей Олександр Анатолійович (самовисування)
- Бартков Олександр Іванович (самовисування)
- Лобода Павло Андрійович (самовисування)
- Лисенко Ігор Григорович (самовисування)
- Постніков Павло Олександрович (самовисування)

#### 2012
Кандидати-мажоритарники:
- Дубіль Валерій Олександрович (Батьківщина)
- Соколов Олександр Володимирович (Партія регіонів)
- Осадців Іван Васильович (УДАР)
- Давлеткужин Роман Рашитович (Комуністична партія України)
- Мозговий Віктор Іванович (Україна майбутнього)
- Глаба Андрій Володимирович (самовисування)
- Андрійченко Володимир Леонідович (самовисування)
- Варнакова Олена Юріївна (Україна — Вперед!)
- Баскакова Юлія Віталіївна (Солідарність жінок України)
- Маневич Олексій Робертович (самовисування)
- Большаков Павло Валерійович (самовисування)
- Живенко Світлана Віталіївна (самовисування)
- Непомняща Любов Миколаївна (самовисування)
- Раткіна Ірина Віталіївна (самовисування)

## Явка
Явка виборців на окрузі: